# Rides
Rides (titre original espagnol : Arrugas) est un roman graphique scénarisé, dessiné et colorisé par l'auteur espagnol Paco Roca. Son intrigue met en scène un vieil homme, Ernest, qui se trouve placé dans une maison de retraite dont il découvre la terrible routine. L'album a remporté plusieurs prix, dont le Prix national de la bande dessinée en 2008. Une adaptation au cinéma sous forme de film d'animation a été réalisée par Ignacio Ferreras en 2012.

## Publication
- Delcourt (Collection Mirages) : première édition  (ISBN 978-2-7560-0417-4) (2007).
- Note : Les éditions Astiberri ont édité cette réflexion sur la vieillesse en novembre sous le titre Arrugas.

## Réédition
L'album est réédité en 2013 sous le titre La Tête en l’air toujours chez le même éditeur .

## Adaptation au cinéma
Une adaptation au cinéma sous forme de film d'animation a été réalisée par Ignacio Ferreras et sort dans les salles en Espagne le 27 janvier 2012.